# 4446 Carolyn
4446 Carolyn eller 1985 TT är en asteroid i huvudbältet som upptäcktes den 15 oktober 1985 av den amerikanske astronomen Edward L.G. Bowell vid Anderson Mesa Station. Den är uppkallad efter astronomen Carolyn S. Shoemaker.
Asteroiden har en diameter på ungefär 28 kilometer och den tillhör asteroidgruppen Hilda.